# Sera d'autunno (Filippini)
Sera d’autunno o Novembre è un dipinto a olio, realizzato nel 1883 dal pittore Francesco Filippini.

## Descrizione
Il quadro è della grandezza di 27,5 x 54,5 centimetri e fa parte della collezione della Galleria d'arte moderna di Novara nota anche come Galleria d'Arte Moderna Paolo e Adele Giannoni.